# اولریش لیبور
اولریش لیبور (آلمانی: Ullrich Libor؛ زادهٔ ۲۷ مارس ۱۹۴۰) قایقران قایق بادبانی اهل آلمان است.